# Дитрих фон дер Шуленбург (епископ)
Дитрих фон дер Шуленбург (на немски: Dietrich von der Schulenburg; * ок. 1330, Беетцендорф, Алтмарк; † 26 април 1393) от род „фон дер Шуленбург“ от клон „Бялата линия“ в Алтмарк, Саксония-Анхалт, е като Дитрих II (III) княжески епископ на Бранденбург (1366 – 1393) и императорски съветник.

## Живот
Той е най-малкият син на рицар Бернхард I фон дер Шуленбург († сл. 1340), основател на „Бялата линия“, и съпругата му Гизела. Внук е на рицар Вернер II фон дер Шуленбург († сл. 1304).
Дитрих става ок. 1347 г. в каноник в Бранденбург. От 1363 г. е катедрален пропст и свещеник в близкия стар град Бранденбург. След две години на, 35-годишна възраст, катедралният капител го избира за епископ. На 20 август 1365 г. папа Урбан V го признава.
От 1368 г. Дитрих е представител на племената в Маркграфство Бранденбург. През 1376 г. е официален императорски съветник на император Карл IV († 1378). Курфюрст Сигизмунд Люксембургски († 1437), по-късният император, прави Дитрих III съветник (consiliarius).
На 7 март 1380 г. синодът на диоцезите приема един законен кодекс на Дитрих II.
Дитрих умира след тежко заболяване на 26 април 1393 г. Погребан е в катедралата на Бранденбург.